# East Mersea
East Mersea – wieś w Anglii, w hrabstwie Essex, w dystrykcie Colchester, we wschodniej części wyspy Mersea. Leży 36 km na wschód od miasta Chelmsford i 84 km na północny wschód od Londynu.